# Кавальери (лунный кратер)
Кратер Кавальери (лат. Cavalerius) — крупный ударный кратер в западной части Океана Бурь на видимой стороне Луны. Название присвоено в честь итальянского математика Бонавентура Кавальери (1598—1647) и утверждено Международным астрономическим союзом в 1935 г. Образование кратера относится к эратосфенскому периоду.

## Описание кратера

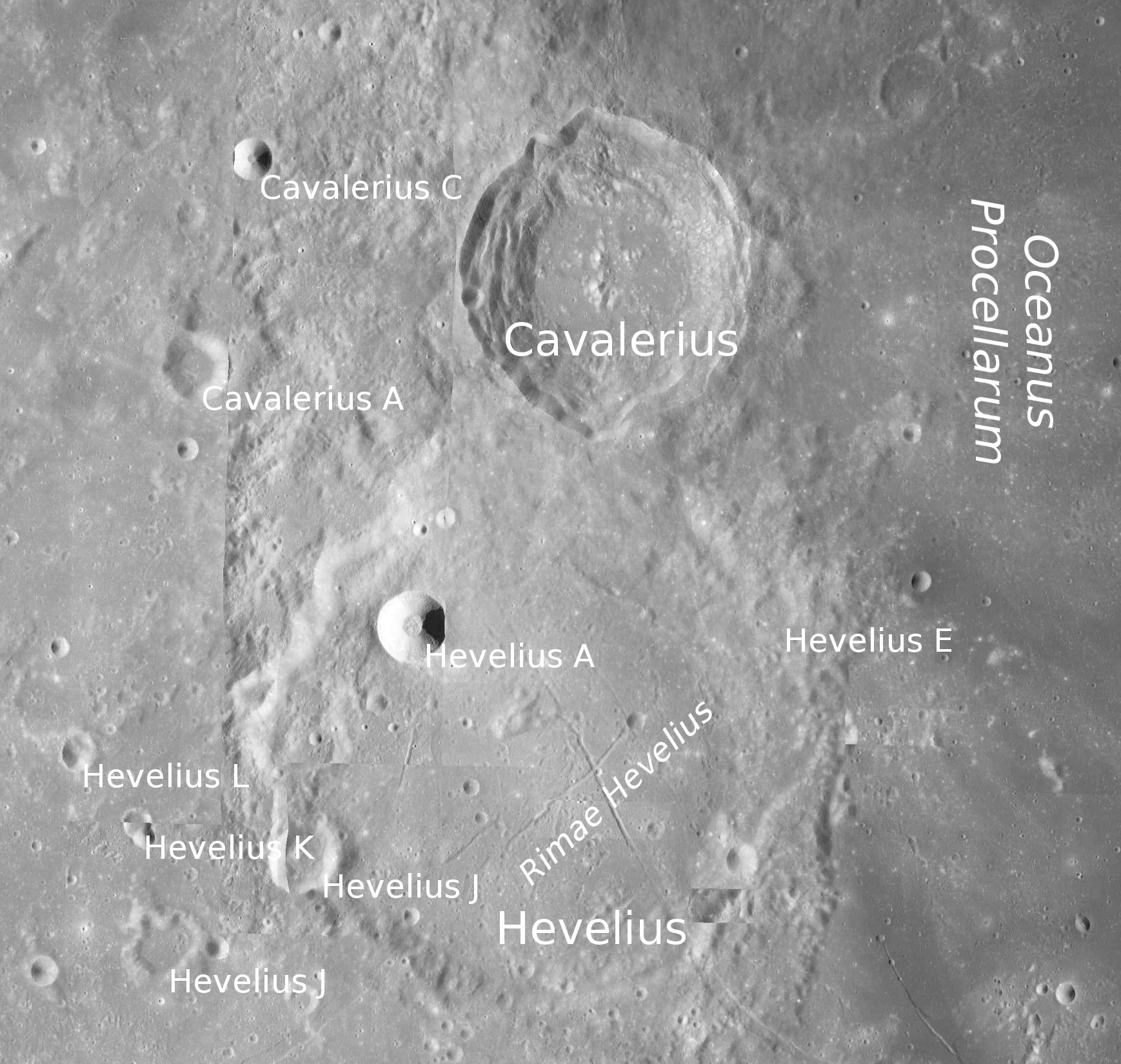
Окрестности кратера Кавальери. Снимок зонда Lunar Reconnaissance Orbiter.

Ближайшими соседями кратера являются кратер Ольберс на западе-северо-западе; кратер Кардан на северо-западе; кратер Галилей на северо-востоке; кратер Гевелий, примыкающий к южной части вала кратера Кавальери, и кратер Гедин на западе-юго-западе. На востоке-северо-востоке от кратера Кавальери располагается область с высоким альбедо - Рейнер Гамма. Селенографические координаты центра кратера 5°06′ с. ш. 66°56′ з. д. / 5,1° с. ш. 66,93° з. д., диаметр 59,4 км, глубина 3,6 км.
Кратер имеет полигональную форму и умеренно разрушен. Вал с сравнительно острой кромкой, в южной и северной части прорезан ущельями. Отдельные участки внутреннего склона имеют террасовидную структуру. Высота вала достигает 3000 м, объем кратера составляет 2708 км3. Дно чаши кратера неровное, холмистые участки перемежаются с плоскими, имеется группа из трех небольших центральных пиков высотой 1100 м с примыкающими на севере и востоке невысокими хребтами. Местность на северо-западе от кратера пересечена светлыми лучами от кратера Глушко.

## Сателлитные кратеры
| Кавальери | Координаты                                            | Диаметр, км |
| --------- | ----------------------------------------------------- | ----------- |
| A         | 4°30′ с. ш. 69°41′ з. д. / 4,5° с. ш. 69,68° з. д.    | 14,1        |
| B         | 5°58′ с. ш. 71°07′ з. д. / 5,97° с. ш. 71,12° з. д.   | 39,5        |
| C         | 5°50′ с. ш. 69°19′ з. д. / 5,84° с. ш. 69,32° з. д.   | 8,2         |
| D         | 8°40′ с. ш. 68°28′ з. д. / 8,66° с. ш. 68,47° з. д.   | 51,8        |
| E         | 7°40′ с. ш. 70°03′ з. д. / 7,67° с. ш. 70,05° з. д.   | 9,6         |
| F         | 8°07′ с. ш. 65°23′ з. д. / 8,11° с. ш. 65,39° з. д.   | 7,2         |
| K         | 10°17′ с. ш. 69°23′ з. д. / 10,29° с. ш. 69,38° з. д. | 9,9         |
| L         | 10°28′ с. ш. 70°15′ з. д. / 10,46° с. ш. 70,25° з. д. | 9,9         |
| M         | 10°21′ с. ш. 71°38′ з. д. / 10,35° с. ш. 71,63° з. д. | 11,8        |
| U         | 10°05′ с. ш. 67°33′ з. д. / 10,08° с. ш. 67,55° з. д. | 6,8         |
| W         | 6°56′ с. ш. 67°24′ з. д. / 6,94° с. ш. 67,4° з. д.    | 7,9         |
| X         | 9°13′ с. ш. 66°42′ з. д. / 9,21° с. ш. 66,7° з. д.    | 4,3         |
| Y         | 10°41′ с. ш. 69°55′ з. д. / 10,69° с. ш. 69,91° з. д. | 6,9         |
| Z         | 11°03′ с. ш. 69°40′ з. д. / 11,05° с. ш. 69,67° з. д. | 4,2         |

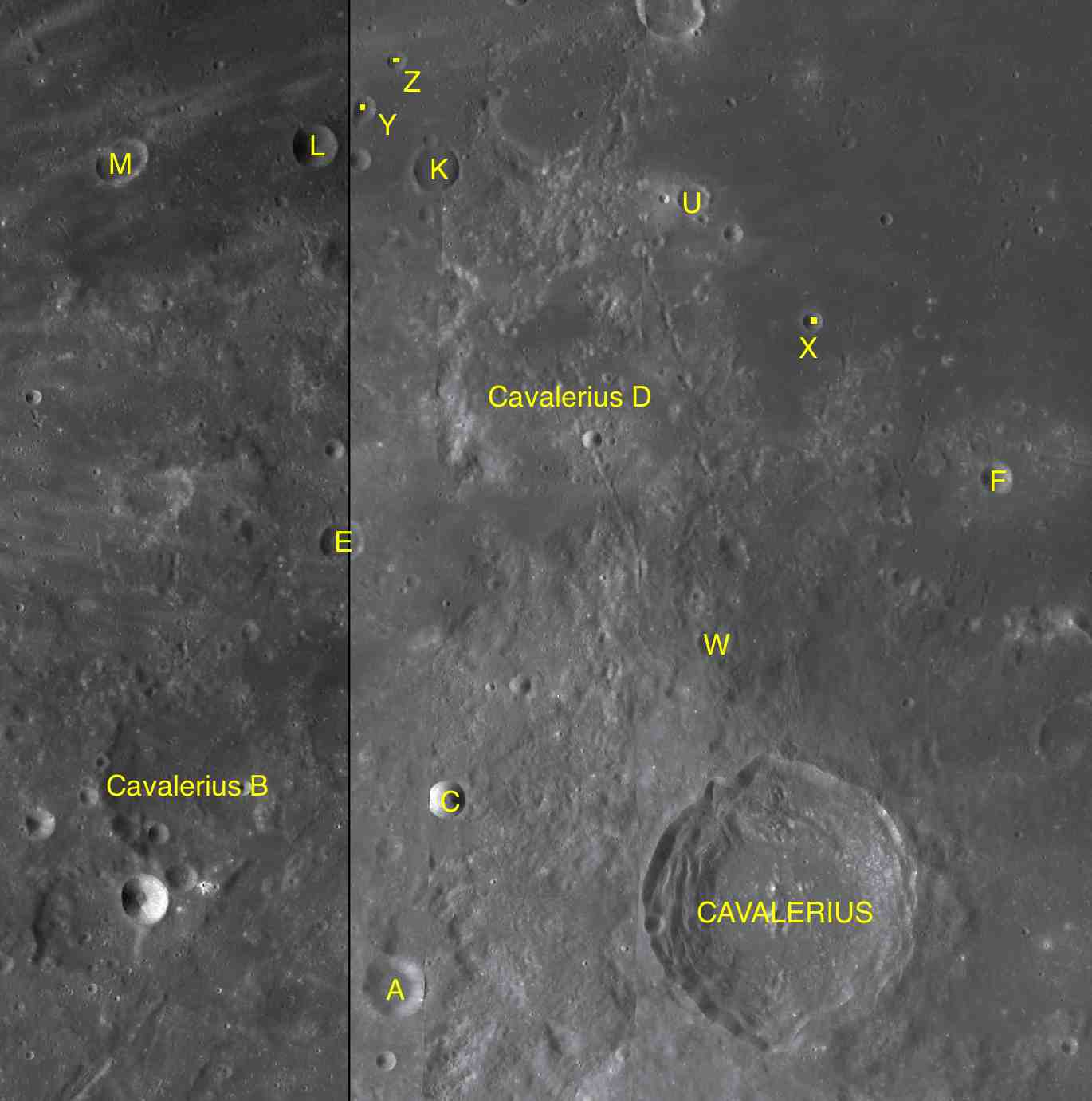
Фрагменты карт LAC-55, LAC-56.

- Сателлитный кратер Кавальери E является концентрическим кратером.

## Места посадок космических аппаратов
- 3 февраля 1966 года приблизительно в 60 км к северо-востоку от кратера Кавальери, в точке с координатами 7.13° с.ш. 64.37° з.д., совершила посадку советская автоматическая межпланетная станция «Луна-9», первый космический аппарат совершивший мягкую посадку на Луне. Этот район получил название Равнина Посадки.

## См.также
- Список кратеров на Луне
- Лунный кратер
- Морфологический каталог кратеров Луны
- Планетная номенклатура
- Селенография
- Минералогия Луны
- Геология Луны
- Поздняя тяжёлая бомбардировка